# Championnat d'Afrique du Nord de football 1949
Navigation
Édition précédente Édition suivante
La Ligue des champions de l'ULNA 1949 est la 25e édition du tournoi de la plus importante compétition nord-africaine des clubs et la 2e édition dans le format actuel de la Ligue des champions de l'ULNA.
Elle oppose les 5 meilleurs clubs nord-africains qui se sont champions dans leurs championnats respectifs la dernière saison.
La dernière journée se déroule au Stade Vincent-Monréal, à Oran, en Algérie française le 26 juin 1949 où l'USM Oran a battu le CA Bizértin sur le score de 2 buts à 0, tandis que le Wydad AC a fini leader du classement grâce à sa victoire devant le MO Constantine sur le score de 3 buts à 0 le dimanche précédent, remportant ainsi son 2e sacre de son histoire.

## Histoire
Lors de cette édition, l'ULNA a décidé de faire jouer la compétition au terme d'une championnat dont le leader se déclare vainqueur du titre, et elle n'a fait intervenir que les cinq clubs champions des cinq nations membres :
- Wydad Athletic Club : Champion du Maroc 1948/1949
- USM Oran : Champion d'Oran 1948/1949
- Olympique d'Hussein-Dey : Champion d'Alger 1948/1949
- MO Constantine : Champion de Constantine 1948/1949
- CA Bizértin : Champion de Tunisie 1948/1949

Au total lors cette édition, 11 matchs (dont un match renvoyé) ont été joués entre les 5 participants des cinq fédérations différentes que sont la LMFA (Maroc), la LAFA (Alger), la LOFA (Oran), la LCFA (Constantine) et la LTFA (Tunisie).
Le Wydad AC, champion du Maroc, étant leader du classement final grâce aux goals average et sa victoire lors de la dernière journée face à l'USM Oran, champion d'Oran, sur le score de 5 buts à 0, remporta la compétition pour la deuxième fois consécutive de son histoire et permet à son pays, le Maroc d'obtenir son sixième titre dans cette compétition. L'USM Oran, qui a fini dauphin du classement est défait pour la toute première fois en journée-finale dans cette compétition et pour sa nation, il s'agit de la quatrième défaite en finale.

## Déroulement
| Entraîneur :  |
| El Andalousie |

| Entraîneur :  |
| El Andalousie |

| Dimanche 15 mai 1949 | MO Constantine | Renvoyé | CA Bizerten |                             |                             |
|                      |                | (–)     |             | Stade Turpin, (Constantine) | Stade Turpin, (Constantine) |

| Entraîneur :  |
| El Andalousie |

| Entraîneur :  |
| El Andalousie |

| Entraîneur : |
| Père Jégo    |

| Entraîneur :  |
| El Andalousie |

| Entraîneur : |
| Père Jégo    |

| Entraîneur :  |
| El Andalousie |

| Dimanche 5 juin 1949 | MO Constantine                                                                                                 | 4 – 2   | Olympique d'Hussein-Dey                                                                             | | |
| 16:10                | Benbakir II 10e · Bensegueni I 23e 85e · Stambouli 46e                                                         | (2 – 1) | Sintès 21e · Scriba 60e                                                                             | Stade Turpin, (Constantine) Spectateurs : 3,000 Arbitrage : M. Bentabet, Douma, Salvador (Ligue d'Oran) | Stade Turpin, (Constantine) Spectateurs : 3,000 Arbitrage : M. Bentabet, Douma, Salvador (Ligue d'Oran) |
| 16:10                | Rapport, |         | | Stade Turpin, (Constantine) Spectateurs : 3,000 Arbitrage : M. Bentabet, Douma, Salvador (Ligue d'Oran) | Stade Turpin, (Constantine) Spectateurs : 3,000 Arbitrage : M. Bentabet, Douma, Salvador (Ligue d'Oran) |
| 16:10                | Ghimouze, Djabali, Abdenouri, Bradai, Saidou, Lefgoun, Benbakir I, Benbakir II, Bensegueni I, Aboua, Stambouli | Équipes | Vadel, Montovani, Cantino, Mascaron, Santiago, Ourzifi, Scriba, Outai, Benslimane, Sintès, El Kamal | Stade Turpin, (Constantine) Spectateurs : 3,000 Arbitrage : M. Bentabet, Douma, Salvador (Ligue d'Oran) | Stade Turpin, (Constantine) Spectateurs : 3,000 Arbitrage : M. Bentabet, Douma, Salvador (Ligue d'Oran) |

| Entraîneur : |
| Père Jégo    |

| Entraîneur : |
| Père Jégo    |

| Entraîneur : |
| Père Jégo    |

| Entraîneur : |
| Père Jégo    |

| Dimanche 12 juin 1949 | MO Constantine                                                                                           | 7 – 1   | CA Bizerten |                                                                                               |                                                                                               |
| 16:00                 | Bensegueni I 2e 8e 70e · Stambouli 49e 59e · Aboua 65e · Ben Bakir II 81e                                | (2 – 1) | Ben Mokhtar 40e | Stade Turpin, (Constantine) Spectateurs : 4,000 Arbitrage : M. Pellegrineschi (Ligue d'Alger) | Stade Turpin, (Constantine) Spectateurs : 4,000 Arbitrage : M. Pellegrineschi (Ligue d'Alger) |
| 16:00                 | Rapport,                                                                                                 |         | | Stade Turpin, (Constantine) Spectateurs : 4,000 Arbitrage : M. Pellegrineschi (Ligue d'Alger) | Stade Turpin, (Constantine) Spectateurs : 4,000 Arbitrage : M. Pellegrineschi (Ligue d'Alger) |
| 16:00                 | Ghimouze, Djabali, Abdenouri, Bradai, Saidou, Lefgoun, Ben Bakir I et II, Bensegueni I, Abena, Stambouli | Équipes | Soudani, Ouergni, Moustapha Haj Kacem, Chetouan, Abdelhamid Ben Brahim, Jaih, Chaffia, Mehanachi, Bouzid, Ben Mokhtar, Ben Gacem | Stade Turpin, (Constantine) Spectateurs : 4,000 Arbitrage : M. Pellegrineschi (Ligue d'Alger) | Stade Turpin, (Constantine) Spectateurs : 4,000 Arbitrage : M. Pellegrineschi (Ligue d'Alger) |

| Dimanche 19 juin 1949 | CA Bizerten                                                                                       | 1 – 1   | Olympique d'Hussein-Dey |                                                                      |                                                                      |
| 16:30                 | Chettouane 23e                                                                                    | (1 – 0) | Mascaro | Stade Géo-André, (Tunis) Arbitrage : M. Rives (Ligue de Constantine) | Stade Géo-André, (Tunis) Arbitrage : M. Rives (Ligue de Constantine) |
| 16:30                 | Rapport,                                                                                          |         | | Stade Géo-André, (Tunis) Arbitrage : M. Rives (Ligue de Constantine) | Stade Géo-André, (Tunis) Arbitrage : M. Rives (Ligue de Constantine) |
| 16:30                 | Vadel, Montovani, Mouzarine, Dufour, Ourzifi, Santiago, Bouaouni, Fez, Bellamine, Sintès, Mascaro | Équipes | Bencheikh, Chettouane II, Moustapha Haj Kacem, Abdelhamid, Bel Kahia, Hassouna, Chaffia, Essoussi, Bouzid, Chettouane I, Belgacem | Stade Géo-André, (Tunis) Arbitrage : M. Rives (Ligue de Constantine) | Stade Géo-André, (Tunis) Arbitrage : M. Rives (Ligue de Constantine) |

| Entraîneur : |
| Père Jégo    |

| Entraîneur : |
| Père Jégo    |

| Entraîneur :  |
| El Andalousie |

| Entraîneur :  |
| El Andalousie |

## Classement
| Rang | Équipe                  | Pts | J | G | N | P | Bp | Bc | GA    |  | Résultats (▼ dom., ► ext.) | WAC | USMO | MOC | OHD | CAB |
| ---- | ----------------------- | --- | - | - | - | - | -- | -- | ----- |  | -------------------------- | --- | ---- | --- | --- | --- |
| 1    | Wydad AC                | 10  | 4 | 3 | 0 | 1 | 14 | 4  | 3,5   |  | Wydad AC                   |     | 5-0  | 3-0 |     | 6-2 |
| 2    | USM Oran                | 10  | 4 | 3 | 0 | 1 | 7  | 7  | 1     |  | USM Oran                   |     |      | 3-1 |     | 2-0 |
| 3    | MO Constantine          | 8   | 4 | 2 | 0 | 2 | 12 | 9  | 1,333 |  | MO Constantine             |     |      |     | 4-2 | 7-1 |
| 4    | Olympique d'Hussein-Dey | 7   | 4 | 1 | 1 | 2 | 6  | 7  | 0,857 |  | Olympique d'Hussein-Dey    | 2-0 | 1-2  |     |     |     |
| 5    | CA Bizerten             | 5   | 4 | 0 | 1 | 3 | 4  | 16 | 0,25  |  | CA Bizerten                |     |      |     | 1-1 |     |

| Ligue des champions de l'ULNA Vainqueur 1949 |
| -------------------------------------------- |
| Wydad AC 2e titre                            |

## Meilleurs buteurs
| Rang | Joueur              | Club           | Buts |
| ---- | ------------------- | -------------- | ---- |
| 1    | Abdesslem           | Wydad AC       | 6    |
| 2    | Bensegueni I        | MO Constantine | 5    |
| 3    | Driss               | Wydad AC       | 4    |
| -    | Stambouli           | MO Constantine | 4    |
| 5    | Benaouda Boudjellal | USM Oran       | 3    |
| -    | Chettouane I        | CA Bizertin    | 3    |
| 7    | Chtouki             | Wydad AC       | 2    |
| -    | Sintès              | Olympique HD   | 2    |
| -    | Ben Bakir II        | MO Constantine | 2    |
| 10   | Zhar                | Wydad AC       | 1    |
| -    | Mustapha            | Wydad AC       | 1    |
| -    | Kechache            | USM Oran       | 1    |
| -    | Tahar               | USM Oran       | 1    |
| -    | Fenoun              | USM Oran       | 1    |
| -    | Aboua               | MO Constantine | 1    |
| -    | Ben Mokhtar         | CA Bizertin    | 1    |
| -    | Scriba              | Olympique HD   | 1    |
| -    | Bellamine           | Olympique HD   | 1    |
| -    | Molina              | Olympique HD   | 1    |
| -    | Mascaro             | Olympique HD   | 1    |
| -    | Rabah               | USM Oran       | 1    |